# 크라스노아르메이스크 (모스크바주)

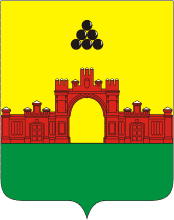
크라스노아르메이스크 시 문장

크라스노아르메이스크(러시아어: Красноарме́йск)는 러시아 모스크바주에 위치한 도시로 인구는 26,294명(2010년 기준), 26,051명 (2002년 기준), 27,460 명(1989년 기준)이다. 모스크바에서 북동쪽으로 51km 정도 떨어진 곳에 위치한다.
1834년 직물 공장이 건설되었으며 지금과 같은 이름으로 변경된 시기는 1947년이다.